# Île Eaton
L'île Eaton (en russe : Остров Итон) est une petite île de la terre François-Joseph, en Russie.

## Géographie
Longue de 3 km, elle est située à 10 km à l'ouest de l'île Scott-Keltie et à 14 km du cap Dundee de l'île Hooker. Libre de glaces, elle est composée de pierres basaltiques. Le nord est souvent couvert de neige. Une falaise de 42 m termine la côte nord. 

## Histoire
Découverte par Benjamin Leigh Smith en 1880, elle a été nommée en l'honneur du scientifique britannique Alfred Edwin Eaton (1844-1929), qui a étudié la flore et la faune de l'Arctique et a voyagé au Svalbard et aux Kerguelen. Frederick George Jackson jette l'ancre à proximité de l'île en 1895 et Anthony Fiala y débarque en 1906.